# Чемпионат России по кёрлингу на колясках
Чемпионат России по кёрлингу на колясках — ежегодное соревнование российских команд по кёрлингу на колясках («паралимпийский кёрлинг»; англ. wheelchair curling). Проводится с 2007 года. Организатором является Федерация кёрлинга России.

## Годы, города проведения и призёры
Составы команд указаны в порядке: четвёртый, третий, второй, первый, запасной, тренер; скипы выделены полужирным шрифтом.
| Год  | Город                   | Золото | Серебро | Бронза |
| ---- | ----------------------- | --- | --- | --- |
| 2007 | Екатеринбург            | «Московская область» Олег Макаров | «Свердловская область» Виктор Ершов | «Гранитъ» (Челябинск) Марат Романов |
| 2008 | чемпионат не проводился | чемпионат не проводился | чемпионат не проводился | чемпионат не проводился |
| 2009 | Челябинск               | «Гранитъ» (Челябинск) Марат Романов | «Столица» (Москва) Александр Шевченко | «Свердловская область» Андрей Смирнов |
| 2010 | Челябинск               | «Столица» (Москва) Александр Шевченко | «Планета Льда» (Москва) Борис Горчаков | «Гранитъ» (Челябинск) Марат Романов |
| 2011 | чемпионат не проводился | чемпионат не проводился | чемпионат не проводился | чемпионат не проводился |
| 2012 | Дмитров                 | «Московская область» Александр Силкин | «Столица» (Москва) Александр Шевченко | «Родник» (Свердловская область) Андрей Смирнов |
| 2013 | Дмитров                 | «Москва-2» Константин Курохтин | «Монолит» (Санкт-Петербург) Николай Якушкин | «Московская область» Валерий Ульянов |
| 2014 | Ижевск                  | «Москва» Константин Курохтин | «Московская область» Светлана Пахомова | «Свердловская область» Андрей Смирнов |
| 2015 | Дмитров                 | «Сборная Челябинской области» Алексей Фатуев | «Сборная Свердловской области» Андрей Смирнов | «Сборная Москвы» Константин Курохтин |
| 2016 | Челябинск               | «Сборная Москвы» Константин Курохтин, Александр Шевченко, Андрей Мещеряков, Александра Чечёткина                                                                  | «Сборная Московской области 1» Светлана Пахомова, Валерий Ульянов, Виталий Данилов, Владислав Макаров                                                                | «Сборная Свердловской области 1» Андрей Смирнов, Оксана Слесаренко, Евгений Пинженин, Ольга Стрепетова                                                                  |
| 2017 | Сочи                    | «Сборная Московской области» Владислав Макаров, Светлана Пахомова, Валерий Ульянов, Виталий Данилов, запасной: Валерий Баранов                                    | «Сборная Москвы» Константин Курохтин, Андрей Мещеряков, Александра Чечёткина, Борис Горчаков                                                                         | «Сборная Свердловской области» Андрей Смирнов, Оксана Слесаренко, Виктор Ершов, Олег Перминов, запасной: Ольга Стрепетова                                               |
| 2018 | Сочи                    | «Москва» Константин Курохтин, Андрей Мещеряков, Максим Волков, Александра Чечёткина, запасной: Александр Шевченко                                                 | «Родник» (Свердловская область) Андрей Смирнов, Олег Перминов, Оксана Слесаренко, Евгений Пинженин, запасной: Виктор Ершов                                           | «Гранитъ» (Челябинская область) Алексей Фатуев, Марат Романов, Сергей Овсянников, Дарья Щукина, запасной: Ольга Беляк                                                   |
| 2019 | Красноярск              | «Москва» Константин Курохтин, Андрей Мещеряков, Александр Шевченко, Александра Чечёткина, запасной: Максим Волков, тренер: Маргарита Нестерова                    | «Родник» (Свердловская область) Андрей Смирнов, Оксана Слесаренко, Олег Перминов, Ольга Стрепетова, запасной: Евгений Пинженин, тренеры: Сергей Шамов, Софья Ярутина | «Севастополь» Владимир Любович, Вадим Гусев, Александр Рыбкин, Наталия Кузьминова, тренер: А.Е. Цаплин                                                                  |
| 2020 | Новосибирск             | «Москва» Андрей Мещеряков, Александр Шевченко, Максим Волков, Александра Чечёткина                                                                                | «Родник» (Свердловская область) Андрей Смирнов, Оксана Слесаренко, Олег Перминов, Ольга Ращектаева, запасной: Виктор Ершов                                           | «Московская область» Валерий Ульянов, Виталий Данилов, Владислав Макаров, Римма Мамбеткаримова                                                                          |
| 2021 | Новосибирск             | «Москва» Константин Курохтин, Андрей Мещеряков, Александр Шевченко, Александра Чечёткина, запасной: Максим Волков, тренер: Маргарита Нестерова                    | «Гранитъ» (Челябинская область) Алексей Фатуев, Дарья Щукина, Сергей Овсянников, Ольга Беляк, запасной: Николай Коротков, тренер: А.В. Житняк                        | АНО СК «Адамант» (Санкт-Петербург) Алексей Любимцев, Анна Карпушина, Николай Якушкин, Максим Загорский, запасной: Михаил Сорокин, тренеры: Анна Карпушина, П.С. Захаров |
| 2022 | Самара                  | «Москва» Константин Курохтин, Андрей Мещеряков, Александр Шевченко, Александра Чечёткина, запасной: Максим Волков, тренер: Маргарита Нестерова                    | «Гранитъ» (Челябинская область) Алексей Фатуев, Николай Коротков, Дарья Щукина, Ольга Беляк, запасной: Сергей Овсянников, тренер: А.В. Житняк                        | «Санкт-Петербург 2» Алексей Любимцев, Анна Карпушина, Максим Загорский, Алексей Жуков, тренер: И.О. Бадилин                                                             |
| 2023 | Новосибирск             | «Москва» Константин Курохтин, Андрей Мещеряков, Александр Шевченко, Александра Чечёткина, запасной: Максим Волков, тренеры: Маргарита Нестерова, Андрей Мещеряков | «Московская область» Валерий Ульянов, Виталий Данилов, Александр Комраков, Римма Мамбеткаримова, тренер: К.Ф. Грецкий                                                | «Красноярский край 1» Евгений Сапетов, Максим Краснов, Евгений Горбунов, Олеся Черных, запасной: Олег Пономарёв, тренеры: Д.А. Кашметов, В.И. Дьячков                   |
| 2024 | Новосибирск             | «Москва» Константин Курохтин, Андрей Мещеряков, Александр Шевченко, Александра Чечёткина, запасной: Владимир Романов, тренер: Маргарита Нестерова                 | «Санкт-Петербург» Алексей Любимцев, Анна Карпушина, Николай Якушкин, Максим Загорский, запасной: Михаил Сорокин, тренер: А.В. Карпушина, И.О. Бадилин                | «Самарская область» Игорь Ружейников, Василий Петин, Елена Лебедева, Лада Зиновьева, тренер: М.С. Манихин                                                               |
| 2025 | Новосибирск             | «Москва» Константин Курохтин, Андрей Мещеряков, Александр Шевченко, Александра Чечёткина, запасной: Владимир Романов, тренер: Маргарита Нестерова                 | «Санкт-Петербург 1» Алексей Любимцев, Анна Карпушина, Михаил Сорокин, Максим Загорский, тренер: И.О. Бадилин                                                         | «Гранитъ» (Челябинская область) Алексей Фатуев, Николай Коротков, Сергей Овсянников, Ольга Беляк, тренер: А.В. Житняк                                                   |